# Machurreros de Pedro Bernardo
Los machurreros son unos enigmáticos personajes enmascarados, protagonistas de la mascarada invernal de la localidad de Pedro Bernardo, en la provincia de Ávila. 

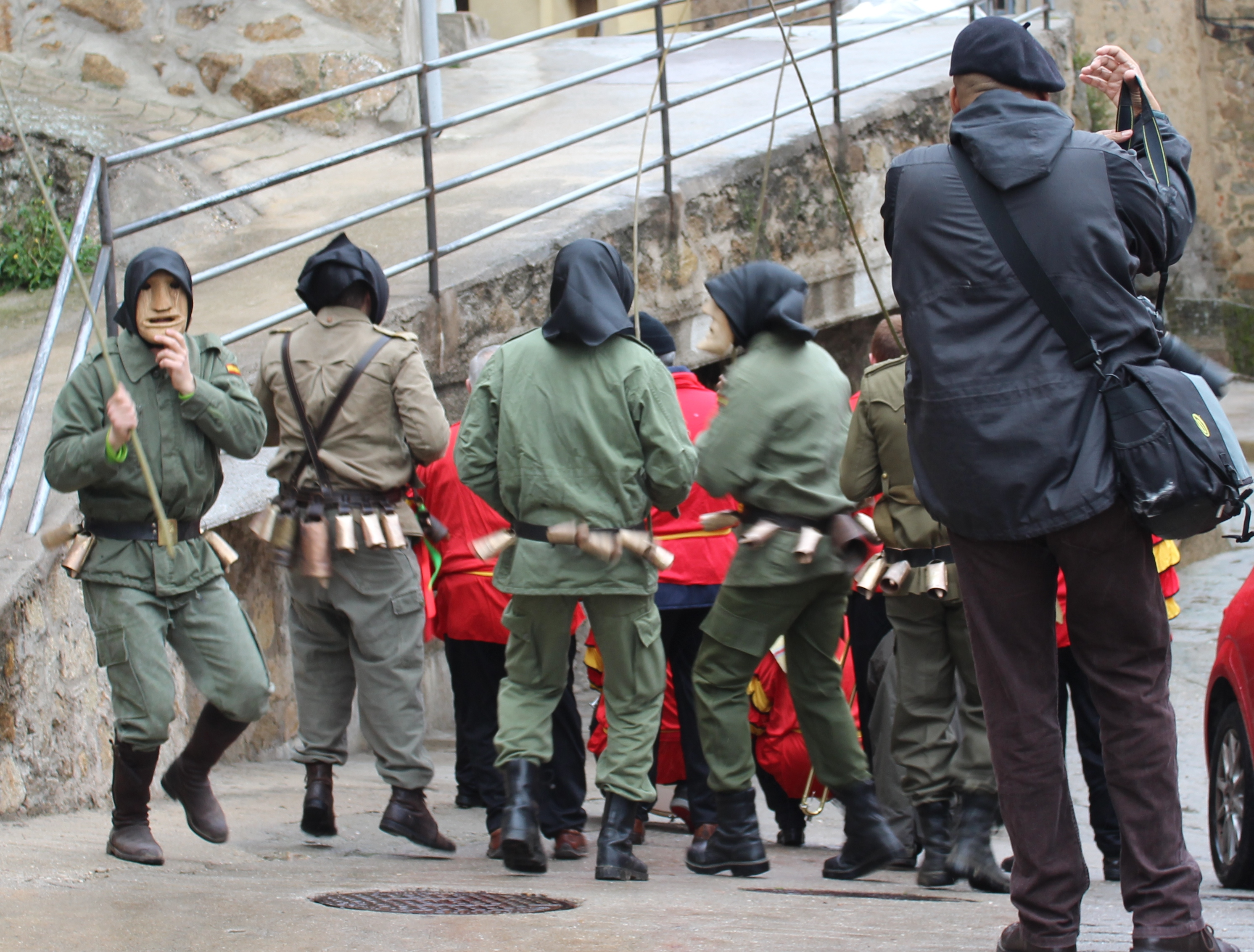
Recuperación de la mascarada en 2014

## Etimología
La palabra "machurrero" es de origen desconocido, si bien en la actualidad se plantean dos hipótesis. Por un lado, el profesor Bernardo Calvo, que asistió en las labores de recuperación, sostiene que podría derivar de la contracción de "machos churreros", nombre que en ciertas partes de Castilla y León se emplea para designar a los sementales ovinos (carneros). El carnero, como el macho cabrío, representa desde la antigüedad al demonio. Los enmascarados encarnarían primitivamente, como en otras mascaradas, a los demonios o diablos. Por otra parte, Pedro Javier Granado sostiene que machurrero podría ser un término procedente del árabe hispano muharráǧ, que significa bufón, escarnecedor, personaje burlesco. De esa raíz proceden las palabras "moharrache" y "mamarracho", empleadas en castellano antiguo para referirse a las botargas, bufones y otros enmascarados.

## Origen
La mascarada de los machurreros es quizá la más antigua de las tradiciones del pueblo de Pedro Bernardo junto con su Hoguera de Quintos, que tiene lugar durante la madrugada de San Silvestre, el 1 de enero de cada año. Estrechamente ligadas entre sí, ambas tradiciones son de origen precristiano, habiéndose adaptado las mascaradas a los tiempos, a las leyes y a las religiones de muy diferente manera. En su dispar evolución se halla hoy la riqueza de su valor etnográfico y cultural. La tradición se enmarca dentro de las mascaradas de invierno presentes en otros puntos de la península ibérica, con mayor frecuencia en el cuadrante noroeste (occidente de Castilla y León, mitad norte de Portugal, interior de Galicia, valles interiores de Asturias y Cantabria, extendiéndose la existencia de estas mascaradas también por el País Vasco y zonas aisladas del resto peninsular como aquellas presentes en las provincias de Guadalajara, Toledo o Madrid.De acuerdo con las clasificaciones diseñadas por el profesor Calvo Brioso, la de los machurreros sería una mascarada de tipo demoniaco, subtipo zangarrones.

## Personajes
Los machurreros salían desde tiempos inmemoriales por las calles de Pedro Bernardo. La antigüedad de Pedro Bernardo como asentamiento se ha datado en el siglo XII, durante la época de la repoblación del sur de Gredos, por lo que cabe pensar que esta y otras tradiciones presentes en la cultura local vinieron con las familias que repoblaron estos valles en sucesivas oleadas migratorias entre los siglos XI y XV. Sabido es que los repobladores de Pedro Bernardo, las familias que trajeron sus reparadores, vinieron de la montaña leonesa pero también del sureste del reino de Galicia y la cara sur de Picos de Europa. 
En cuanto a los personajes, en los últimos años de su salida (primeras tres décadas del siglo XX) eran encarnados por los hombres de la localidad una vez se habían licenciado en el servicio militar. En actitud festiva pero a la vez amenazante, se dedicaban a perseguir por las calles del pueblo a niños y adultos propinando varazos y ejecutando carreras y gran alboroto. El paso del tiempo otorgó a estos personajes la apariencia con la que salieron hasta 1937, año en que por decreto se prohíben las fiestas carnavalescas y por tanto, caen en el olvido los machurreros. 
Los últimos machurreros, según el recuerdo de las personas de mayor edad de la localidad, vestían como se detalla a continuación:  
- Uniformes militares, reutilizados después del servicio militar obligatorio. 
- Máscaras de madera. No existe un modelo de máscara en particular. Se conocen dos máscaras antiguas conservadas en la localidad, de no más de setenta años. Cada máscara tenía sus propios rasgos y eran elaboradas generalmente en madera por los propios enmascarados. En cuanto a las maderas utilizadas, solían emplearse maderas ligeras. Dichas máscaras, en tanto que se utilizaban para intimidar, solían ser de rasgos diabólicos y generalmente oscurecidas con una mezcla de aceite y tizne. 
- Pañuelo negro a la cabeza. Tenía dos funciones: ocultación de la cabeza (mayor anonimato)y sujeción de la máscara.
- Cencerros. Generalmente a la cintura. Los cencerros son elemento común a la mayoría de mascaradas. En la antigüedad, la percusión metálica (en especial el bronce) se empleaba por los pueblos para ahuyentar a los malos espíritus, siendo este el sentido de los cencerros en el traje de machurrero. Las mascaradas primitivas por lo general, no solo pretenden ahuyentar a los malos espíritus entendidos como tal, sino que dentro de esas energías negativas a exorcizar se encuentran también los malos espíritus entendidos como el frío, la oscuridad, la infertilidad de la tierra y por ende, la escasez, el hambre al que el invierno sometía a los pueblos. 
- Vara de mimbre. Al igual que sucede con los cencerros, los elementos fustigantes (sean varas, correas, tenazas articuladas) son elemento indispensable en las mascaradas primitivas. En el caso de los machurreros, una larga vara de mimbre se empleaba para golpear (generalmente a los niños). Los golpes propinados por los enmascarados han sido identificados por los estudiosos de este tipo de fiestas como ritual fertilizador. Golpeando a las personas se fomentaba la fertilidad de los individuos, y los golpes al suelo cumplían la función de hacer fértiles las tierras, el campo, en la incipiente primavera que sigue a las mascaradas de invierno. Los testimonios de los mayores del lugar hablan de varas coronadas con vejigas de cerdo, otro elemento recurrente en muchas mascaradas invernales. La vejiga, de nuevo, simboliza fertilidad (es la figuración del útero materno)

## Acción
Las salidas de estos personajes se producían como hemos dicho durante los domingos de invierno, en un ciclo que arrancaba el 1 de enero (fecha en que en Pedro Bernardo tiene lugar la hoguera de quintos). El hecho de que sean los quintos quienes encienden el fuego en la transición anual no es casualidad. La hoguera de quintos encarna indudablemnte un rito iniciático. Son los hombres que pasan de niños a adultos (adaptado con los tiempos este rito al servicio militar, que marcaba un antes y un después en el estatus del varón). La hoguera es una enorme pira en torno a un mayo, un enorme tronco de pino cortado por los quintos, arrastrado hasta la plaza y erguido verticalmente en el centro. Claramente, un símbolo fálico, un tótem en torno al cual gira una fiesta eminentemente masculina. Los rituales modernos de la talla de quintos, los convites de puros, las enramadas, no son sino adaptaciones de los viejos rituales primitivos que han seguido manifestándose y pasando de generación en generación en el imaginario colectivo. Los machurreros están muy vinculados a estas tradiciones: por un lado, se vestían aquellos que habían realizado el servicio militar, por tanto, podían encarnar al machurreros aquellos que ya habían realizado la transición de hombre a adulto y pasado por el rito iniciático de la hoguera de quintos. Por otra parte las fechas no son tampoco casualidades. La hoguera de quintos se corresponde con las fiestas del solsticio de invierno, seguramente movida con posterioridad al uno de enero (calendario gregoriano), que se convierte en una nueva fecha de transición. Si bien no se corresponde con el solsticio astronómico si supone la transición interanual, y se corresponde con uno de los períodos de mayor oscuridad solar. Desde el momento de la hoguera, cada domingo salían los machurreros, y lo podían hacer solos o en grupos. Aunque es muy probable que originalmente los enmascarados salieran hasta la llegada de la primavera en su intención de proteger a la comunidad de los malos espíritus del invierno (hambre, escasez, frío, esterilidad de la tierra) la influencia religiosa les llevó a detener sus salidas a la finalización del Carnaval, no siendo posible llevar a cabo estas manifestaciones en tiempo de Cuaresma. 

## Prohibición y ocaso de la fiesta
A lo largo de los siglos las mascaradas se han enfrentado al veto de la política y la religión imperante en cada momento. Así, la Iglesia Católica persiguió durante siglos este tipo de comportamientos o expresiones culturales, con penas de excomunión y otras penitencias. Sanciones administrativas e incluso penales por parte de la Justicia de cada época y otras amenazas no sirvieron para desterrar definitivamente estas costumbres. En otros casos, las fiestas fueron modificadas de tal manera que quedaron al servicio de la liturgia cristiana, quedando aún hoy algunas mascaradas vinculadas a procesiones e incluso ceremonias religiosas como la misa de San Blas en Casavieja, donde los Zarramaches ocupan el banco de autoridades dentro del templo. 
En Pedro Bernardo, si bien aún no se ha estudiado en profundidad, se conoce únicamente que la fiesta deja de celebrarse con el decreto del bando franquista durante la propia Guerra Civil. En 1937, en las zonas ocupadas por los nacionales se decreta la prohibición de los carnavales y de aquellas fiestas accesorias. Este decreto, de 2 de febrero de 1937 y publicado en día 5 del mismo mes, comenzaría a aplicarse por las fuerzas sublevadas progresivamente, a través de los distintos gobernadores autoproclamados en cada provincia. Las sanciones y penas previstas en el decreto acabaron con la fiesta. 

## Recuperación de la fiesta
Dormidos durante más de 75 años desde su desaparición en 1937, la mascarada de los machurreros fue recuperada el 1 de marzo de 2014 por la Asociación Cultural Siempreviva de Pedro Bernardo. 
Para la recuperación, la Asociación llevó a cabo un trabajo de investigación, recogiendo los testimonios de los vecinos más ancianos del lugar. Tras un meticuloso estudio y el empleo de las declaraciones de los informantes, se llevó a cabo una reconstrucción completa de la vestimenta y el desarrollo de la acción de los machurreros.
En 2015 la Asociación Siempreviva encarga y coordina la producción de un documental sobre la tradición de Los Machurreros, un video de 45 minutos de duración donde catorce informantes de edades comprendidas entre los 7 y los 92 años cuentan sus recuerdos o las vivencias de la fiesta recuperada, entre imágenes de la tradición actual y la narración de los resultados de la investigación llevada a cabo por Siempreviva.
- Datos: Q16596587